# U-998
U-998 je bila nemška vojaška podmornica Kriegsmarine, ki je bila dejavna med drugo svetovno vojno.

## Zgodovina
Od 7. oktobra 1943 do 1. junija 1944 je U-998 delovala kot šolska podmornica v sestavu 5. podmorniške flotilje z oporiščem v Kielu. 1. junija 1944 je postala frontna podmornica in 12. junija je odplula na prvo patruljo ob norveški obali. 
16. junija 1944 je bila podmornica težko poškodovana med zračnim napadom norveškega letala De Havilland Mosquito. 27. junija 1944 je bila izvzeta iz aktivne sestave in bila še isto leto razrezana.

## Poveljniki
| Poveljniki |                 |              |                                  |
| Št.        | Čin             | Ime          | Poveljstvo                       |
| 1.         | Kapitanporočnik | Hans Fiedler | 7. oktober 1943 - 27. junij 1944 |

## Tehnični podatki
| Kategorije                                    | Podatki                       |
| --------------------------------------------- | ----------------------------- |
| Teža (t): na površju pod površjem polna Teža  | 769 871 1.070                 |
| Dolžina (m) - tlačni trup (m)                 | 67,1 - 50,5                   |
| Širina (m) - tlačni trup (m)                  | 6,2 - 4,7                     |
| Izpodriv (m)                                  | 4,74                          |
| Višina (m)                                    | 9,6                           |
| Moč (hp): na površju pod podvršjem            | 3.200 750                     |
| Hitrost (vozlov): na površju pod podvršjem    | 17,7 7,6                      |
| Doseg (milja/vozel): na površju pod podvršjem | 8.500/10 80/4                 |
| Torpeda/Torpedne cevi                         | 14/5 (4 na premcu, 1 na krmi) |
| Krovni top (mm)                               | 88 (22 granat)                |
| Mine                                          | 26 TMA                        |
| Posadka                                       | 44-52                         |
| Maksimalni potop (m)                          | 250                           |